# Povel (Olomouc)
Povel (německy Powel) je bývalá obec, nyní městská čtvrť a katastrální území na jih od centra Olomouce. Žije zde zhruba 9 tisíc obyvatel.

## Název
Původ názvu osady doposud nebyl vysvětlen (nejstarší doklady: 1250 Pauwel, 1286 Powel, Pofla, 1301 Poffla). Název nemá žádnou souvislost s obecným povel („příkaz“), které bylo vytvořeno teprve koncem 19. století pro potřeby tělocvičné sokolské terminologie.

## Historie
Osady s názvem Povel byly dříve dvě, česká a německá. Německý Povel se rozkládal za Dolní bránou v místech dnešních Smetanových sadů a botanické zahrady. Šlo o olomoucké předměstí a jeho obyvatelé tak byli považováni za občany města. V roce 1631 zde byl postaven kapucínský klášter, po jeho zničení za švédské okupace Olomouce byl obnoven už za městskými hradbami, na Dolním náměstí. Naproti tomu Český Povel, ačkoli byl stavebně přímo spojen s německým (pokračoval jižněji v místech dnešní ulice Schweitzerova, od Nových Sadů byl oddělen již zaniklým potokem Povelka), byl původně královským majetkem. Václav II. jej roku 1286 věnoval svému kaplanovi a lékaři, který jej poté daroval olomoucké kapitule, v jejímž vlastnictví zůstal až do vzniku obecních samospráv roku 1850. Během výstavby olomoucké pevnosti byly obě osady zbořeny, ovšem zatímco obyvatelé Německého Povlu se přesídlili do nově ustavené Zelené a Nové Ulice, Český Povel vlastně nezanikl a jen se přesunul asi o jeden kilometr jižněji, do místa dnešní ulice Teichmannova, kde byla mj. roku 1773 postavena kaple Neposkvrněného početí Panny Marie (nyní již na novosadském katastru).
Tento Povel byl převážně německou obcí, součástí olomouckého jazykového ostrova, v němž český veřejný život prakticky neexistoval. Z německých spolků zde působil např. Svaz Němců nebo Turnverein, byla zde také pouze německá škola, založená roku 1899, a v roce 1916 dokonce místní zastupitelstvo rozhodlo o přejmenování obce na Hötzendorf na počest rakouského maršála Conrada von Hötzendorf. Díky vzniku Československa a začlenění Povlu do Velké Olomouce roku 1919 ale šlo jen o krátkodobý nápad, v tu dobu se již také významně rozšiřovalo české osídlení v tzv. Horním Povlu, oblasti prapůvodního Povlu u křížení Schweitzerovy a Polské ulice, a v roce 1927 zde byla otevřena česká škola. Sčítání lidu roku 1930 pak zjistilo, že na povelském území žije už 45 % Čechů. Dosavadní volné plochy mezi horním a dolním Povlem byly od 60. let 20. století postupně zastavěny největším olomouckým sídlištěm, které obsáhlo i katastry Nových Sadů a Nové Ulice.
| Rok      | 1869 | 1880 | 1890 | 1900   | 1910 | 1921 | 1930 |
| -------- | ---- | ---- | ---- | ------ | ---- | ---- | ---- |
| Obyvatel | 467  | 636  | 655  | 733    | 1251 | 1610 | 2567 |
| Domů     | 66   | 68   | 70   | 77     | 117  | 151  | 244  |
| Rok      | 1950 | 1961 | 1970 | 1980   | 1991 | 2001 | 2011 |
| Obyvatel | 2556 | 2664 | 2356 | 10 900 | 9883 | 8917 | 8676 |
| Domů     | 323  | ?    | 319  | 371    | 357  | 346  | 394  |

1. ↑  Z toho 1359 osob národnosti německé, 1150 československé a 58 ostatních.[9]

## Galerie

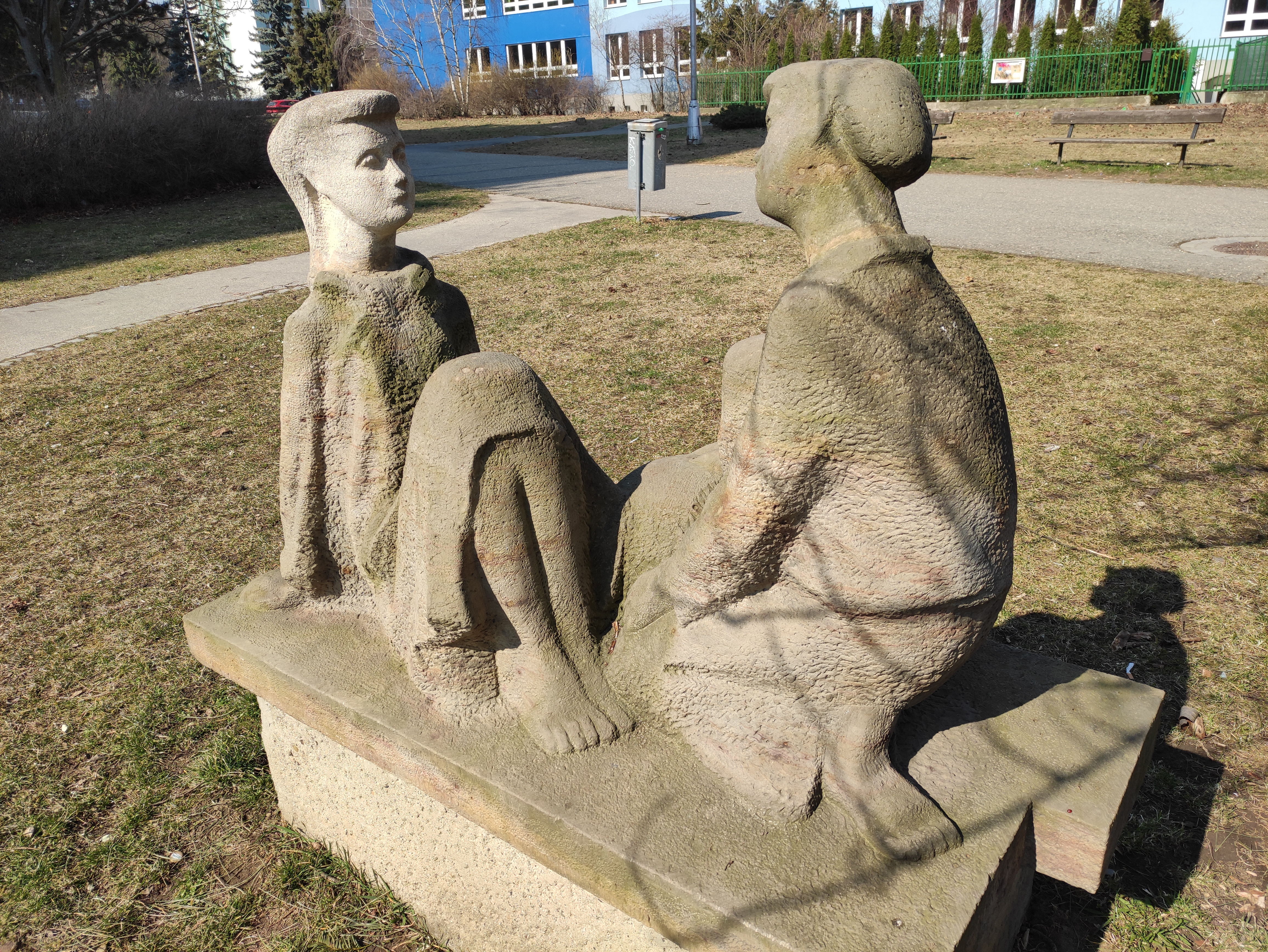
Skulptura Dětské hry
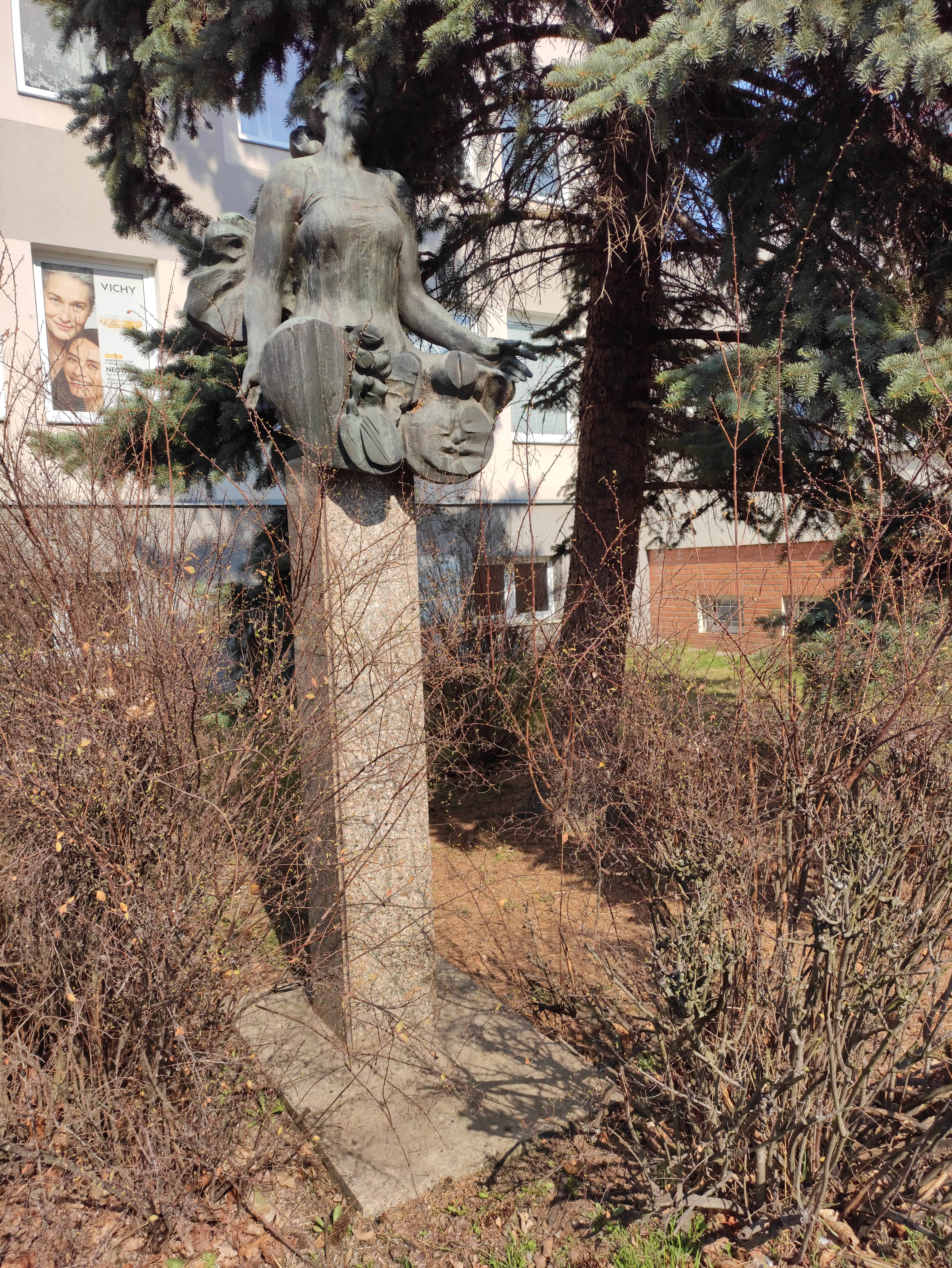
Plastika Jarní píseň
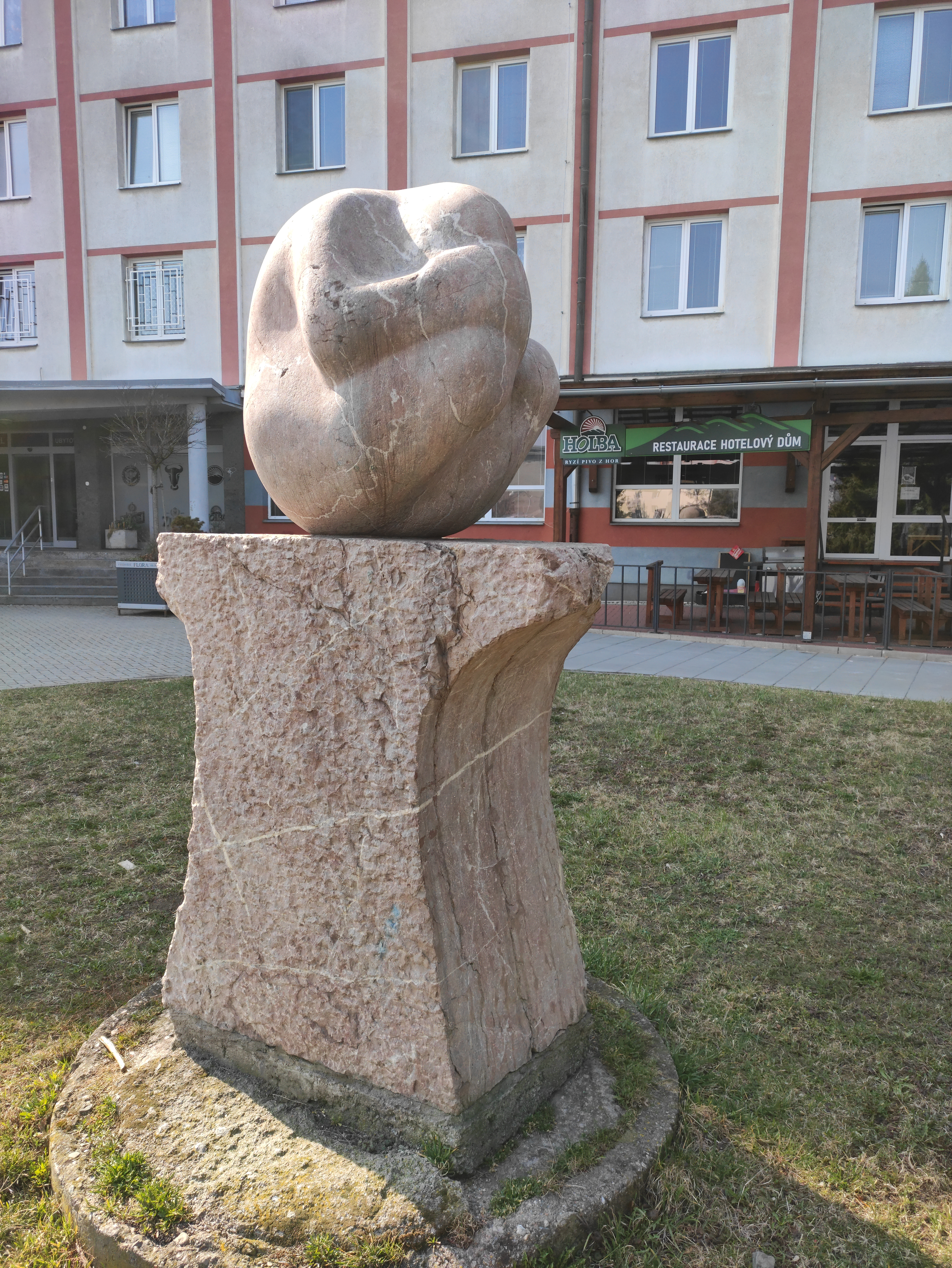
Skulptura Matka Země II.
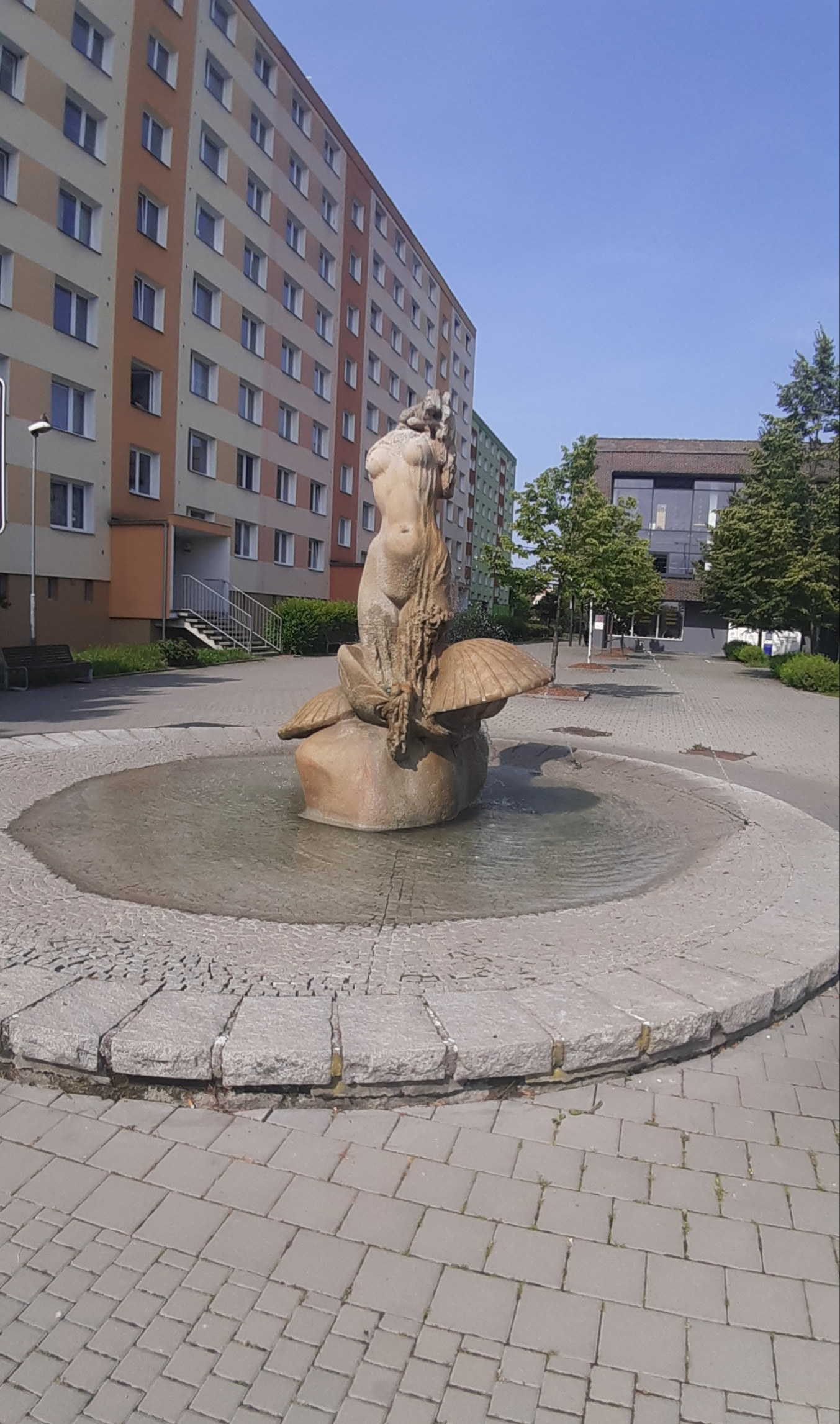
Fontána Zrození Venuše
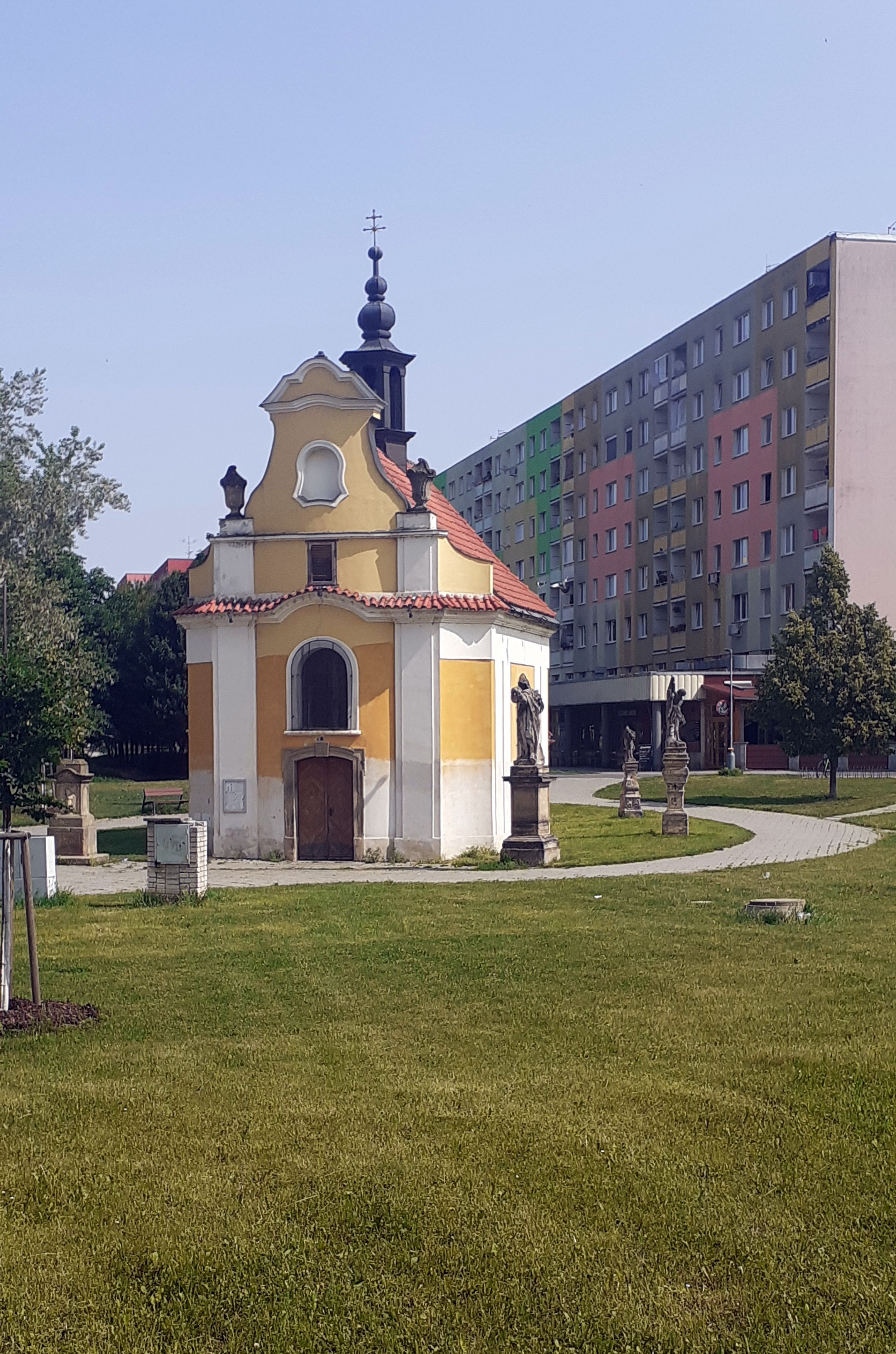
Kaple Neposkvrněného početí Panny Marie na sídlišti Povel